# Канадзава
Канадза́ва (яп. 金沢市, かなざわし, МФА: [kanad͡zawa ɕi̥]) — місто в Японії, в префектурі Ісікава.

## Короткі відомості
Розташоване в центральній частині префектури. Входить до списку центральних міст Японії. Адміністративний центр префектури. Виникло на основі середньовічного прихрамового поселення секти Дзьодо-сінсю. В ранньому новому часі стало призамковим містечком самурайського роду Маеда, столиці автономного уділу Каґа. Отримало статус міста 1 квітня 1889 року. Основою економіки є рибальство, машинобудування, виробництво електротоварів, комерція і туризм. Традиційні ремесла — виготовлення кутанійської кераміки, лакованого і позолоченого посуду, фарбованих тканин юдзен. В місті розташовані замок Канадзава, сад Кенроку, квартали середньовічного містечка, синтоїстське святилище Ояма. Станом на 1 квітня 2009 площа міста становила 467,77 км². Станом на 1 липня 2011 населення міста становило 462 709 осіб.

## Клімат
Місто знаходиться у зоні, котра характеризується вологим субтропічним кліматом. Найтепліший місяць — серпень із середньою температурою 26.7 °C (80 °F). Найхолодніший місяць — січень, із середньою температурою 3.3 °С (38 °F).
| Клімат Канадзави        | Клімат Канадзави | Клімат Канадзави | Клімат Канадзави | Клімат Канадзави | Клімат Канадзави | Клімат Канадзави | Клімат Канадзави | Клімат Канадзави | Клімат Канадзави | Клімат Канадзави | Клімат Канадзави | Клімат Канадзави | Клімат Канадзави |
| Показник                | Січ.             | Лют.             | Бер.             | Квіт.            | Трав.            | Черв.            | Лип.             | Серп.            | Вер.             | Жовт.            | Лист.            | Груд.            | Рік              |
| Абсолютний максимум, °C | 18               | 21               | 26               | 31               | 32               | 36               | 37               | 37               | 37               | 31               | 27               | 20               | 37               |
| Середній максимум, °C   | 5                | 6                | 10               | 16               | 21               | 25               | 28               | 30               | 26               | 20               | 14               | 9                | 17               |
| Середня температура, °C | 3                | 3                | 6                | 12               | 17               | 21               | 25               | 26               | 22               | 16               | 11               | 6                | 14               |
| Середній мінімум, °C    | 1                | 0                | 2                | 8                | 12               | 17               | 22               | 23               | 18               | 12               | 7                | 3                | 11               |
| Абсолютний мінімум, °C  | −5               | −5               | −5               | 0                | 4                | 8                | 15               | 17               | 11               | 3                | 0                | −3               | −5               |
| Норма опадів, мм        | 280              | 190              | 160              | 150              | 140              | 180              | 220              | 160              | 240              | 200              | 250              | 330              | 2560             |
| ----------------------- | ---------------- | ---------------- | ---------------- | ---------------- | ---------------- | ---------------- | ---------------- | ---------------- | ---------------- | ---------------- | ---------------- | ---------------- | ---------------- |
| Джерело: Weatherbase    |                  |                  |                  |                  |                  |                  |                  |                  |                  |                  |                  |                  |                  |

## Освіта
- Канадзавський університет (головний кампус)